# Peinture 195 x 130 cm, 2 juin 1953
Peinture 195 x 130 cm, 2 juin 1953 est une peinture réalisée par Pierre Soulages en 1953. Cette huile sur toile est conservée au musée national d'Art moderne à Paris.

## Histoire et composition
Peinture 195 x 130 cm, 2 juin 1953 fait partie des toiles présentes, du 11 décembre 2019 au 9 mars 2020, dans les deux salles dédiées du Centre Pompidou, lors de la rétrospective célébrant le 100e anniversaire du peintre.